# 조지프 코손

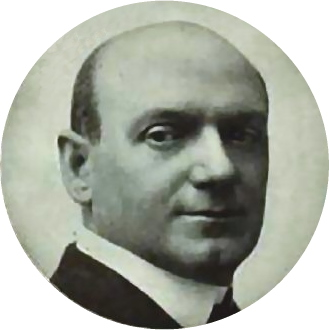

조지프 코손(영어: Joseph Cawthorn, 1868년 3월 9일 ~ 1949년 1월 21일)은 미국의 배우이다.
뉴욕에서 태어났으며 베벌리힐스에서 사망하였다.

## 영화
- 릴리언 러셀 (1940년)
- 위대한 지그펠드 (1936년) - 닥터 플로렌즈 지그펠드 시니어 역
- 페이지 미스 글로리 (1935년)
- 1935년의 황금광들 (1935년)
- 노티 메리에타 (1935년)
- 스윗 애더라인 (1934년)
- 트웬티 밀리언 스윗하트 (1934년)
- 캣 앤 더 피들 (1934년)
- 《오늘 밤은 사랑해 주세요》
- 화이트 좀비 (1932년)
- 딕시아나 (1930년)
- 말괄량이 길들이기 (1929년)